# Campionats del món de ciclocròs de 1956
Els Campionats del món de ciclocròs de 1956 foren la setena edició dels mundials de la modalitat de ciclocròs i es disputaren el 19 de febrer de 1956 a la Ciutat de Luxemburg, Luxemburg. La competició consistí en una única cursa masculina.

## Resultats
| Prova                | Or                       | Or         | Plata                    | Plata | Bronze                     | Bronze |
| Cursa elit masculina | André Dufraisse · França | 1h 25' 02" | Georges Meunier · França | + 34" | Emmanuel Plattner · Suïssa | + 54"  |

## Classificació de la prova masculina elit
| Pos. | Ciclista           | País      | Temps      |
| ---- | ------------------ | --------- | ---------- |
|      | André Dufraisse    | França    | 1h 25' 02" |
|      | Georges Meunier    | França    | + 34"      |
|      | Emmanuel Plattner  | Suïssa    | + 54"      |
| 4    | Hans Bieri         | Suïssa    | + 1' 44"   |
| 5    | Charly Gaul        | Luxemburg | + 2' 05"   |
| 6    | Pierre Jodet       | França    | + 2' 45"   |
| 7    | Heinrich Ruffenach | Sarre     | + 3' 06"   |
| 8    | Jean Schmit        | Luxemburg | + 3' 09"   |
| 9    | Frans Feremans     | Bèlgica   | + 3' 20"   |
| 10   | Johny Goedert      | Luxemburg | + 4' 00"   |

## Medaller
| Posició | País   | Or | Plata | Bronze | Total |
| 1       | França | 1  | 1     | 0      | 2     |
| 2       | Suïssa | 0  | 0     | 1      | 1     |